# نفخة الفزع
نفخة الفزع وهي النفخة الأولى من نفخات الصور الثلاث لملك إسرافيل الموكل بالنفخ في الصور. ونفخة الفزع أول مبادئ يوم القيامة كما ورد ولذا فإن الناس يشاهدون أموراً عظاماً وأهوالاً وتضع الحوامل وذلك ما بين نفخة الفزع هذه ونفخة الصعق. قال تعالى: ﴿وَنُفِخَ فِي الصُّورِ فَصَعِقَ مَن فِي السَّمَاوَاتِ وَمَن فِي الْأَرْضِ﴾ [الزمر: 68] وقال تعالى: ﴿فَإِنَّمَا هِيَ زَجْرَةٌ وَاحِدَةٌ﴾. وقال: ﴿فَإِذَا نُفِخَ فِي الصُّورِ فَلَا أَنسَابَ بَيْنَهُمْ يَوْمَئِذٍ وَلَا يَتَسَاءلُونَ﴾  [المؤمنون: 101]. وقال: ﴿فَإِذَا نُفِخَ فِي الصُّورِ نَفْخَةٌ وَاحِدَةٌ﴾. وقال: ﴿يَوْمَ يُنفَخُ فِي الصُّورِ فَتَأْتُونَ أَفْوَاجًا﴾. وعن عبد الله بن عمرو  قال: «قال أعرابي يا رسول الله ما الصور؟ قال: قرن ينفخ فيه». وعن عطية عن ابن عباس في قوله تعالى: ﴿فَإِذَا نُقِرَ فِي النَّاقُورِ﴾، قال: قال رسول الله ﷺ: «كيف أنعم وصاحب القرن قد التقم القرن وحنى جبهته ينتظر متى يؤمر فينفخ فقال أصحاب رسول الله ﷺ: كيف نقول؟ قال: قولوا حسبنا الله ونعم الوكيل على الله توكلنا».
وعن أبي سعيد قال: قال: رسول الله ﷺ: «إن صاحبي الصور بأيديهما أو في أيديهما قرنان يلاحظان النظر متى يؤمران». وعن أبي سعيد الخدري قال ذكر رسول الله ﷺ صاحب الصور فقال: «عن يمينه جبريل وعن يساره ميكائيل عليهم السلام». وعن أبي هريرة  أن رسول الله ﷺ قال: «في الصور إنه قرن قال: كيف هو؟ قال: عظيم. قال: والذي بعثني بالحق إن عظم دارة فيه لعرض السموات والأرض ينفخ فيه ثلاث نفخات (الأولى) نفخة الفزع (والثانية) نفخة الصعق (والثالثة) نفخة القيام لرب العالمين يأمر الله إسرافيل بالنفخة الأولى فيقول: انفخ نفخة الفزع فيفزع أهل السموات وأهل الأرض إلا من شاء الله، ويأمره تعالى فيمدها ويطيلها ولا يفتر وهي التي يقول الله وَمَا يَنظُرُ هَؤُلَاء إِلَّا صَيْحَةً وَاحِدَةً مَّا لَهَا مِن فَوَاقٍ، فتسير الجبال سير السحاب فتكون سرابا وترتج الأرض بأهلها رجاً فتكون كالسفينة الموبقة في البحر تضربها الأمواج تكفأ بأهلها كالقنديل المعلق، يقول الله تعالى: ﴿يَوْمَ تَرْجُفُ الرَّاجِفَةُ تَتْبَعُهَا الرَّادِفَةُ قُلُوبٌ يَوْمَئِذٍ وَاجِفَةٌ أَبْصَارُهَا خَاشِعَةٌ﴾. فيميد الناس على وجهها وتذهل المراضع وتضع الحوامل. ويشيب الولدان. وتطير الشياطين هاربة من الفزع حتى تأتي الأقطار فتلقاها الملائكة تضرب وجوهها فترجع فيولون مدبرين مالهم من الله من عاصم ينادي بعضهم بعضاً وهو الذي يقول الله يوم القيامة: يَوْمَ التَّنَادِ إلى أن قال: وأخذهم لذلك من الكرب والهول ما الله به عليم ثم تطوى السماء فإذا هي كالمهل. ثم انشقت السماء فانتشرت نجومها وخسف شمسها وقمرها قال رسول الله ﷺ: الأموات لا يعلمون بشيء من ذلك الحديث».